# Artigo (gramática)
Dá-se o nome de artigo às palavras que se antepõem aos substantivos para indicar se esses têm um sentido individual, já determinado pelo discurso ou pelas circunstâncias, chamados definidos, ou se os substantivos não são determinados, chamados indefinidos.

Por exemplo, quando se diz o príncipe, o artigo o indica que o substantivo príncipe deve ser tomado em um sentido individual, que a circunstância do Reino e da Nação, em que vive o autor da frase, o determina. Por outro lado, quando se diz um príncipe é digno de casar com uma princesa, ou um crime tão horrendo merece a morte, etc, o artigo um indica que se fala, no primeiro caso, de um indivíduo e, no segundo caso, de um crime individual, porém o sentido é vago, e não se deseja nomear este príncipe ou este crime.
No Português, os artigos são: o/um . Ambos variáveis, nessa língua os artigos concordam com os substantivos em gênero e número.
O artigo indefinido não deve ser confundido com o numeral um, que é usado para expressar quantidade. Nos exemplos um homem da corte/uma mulher da corte, o artigo um pode, em alguns casos, ser substituído pelo artigo o, porém nunca pela expressão exatamente um.
Os determinantes artigos indefinidos são:um; uma; uns e umas
Os determinantes artigos definidos são:o;a;os e as
Os determinantes possessivos são: meu; teu; seu; nosso; vosso; minha; tua; sua; nossa; vossa; meus; teus; seus; nossos; vossos; minhas; tuas; suas; nossas; vossas.

## Tipos de artigos do Português

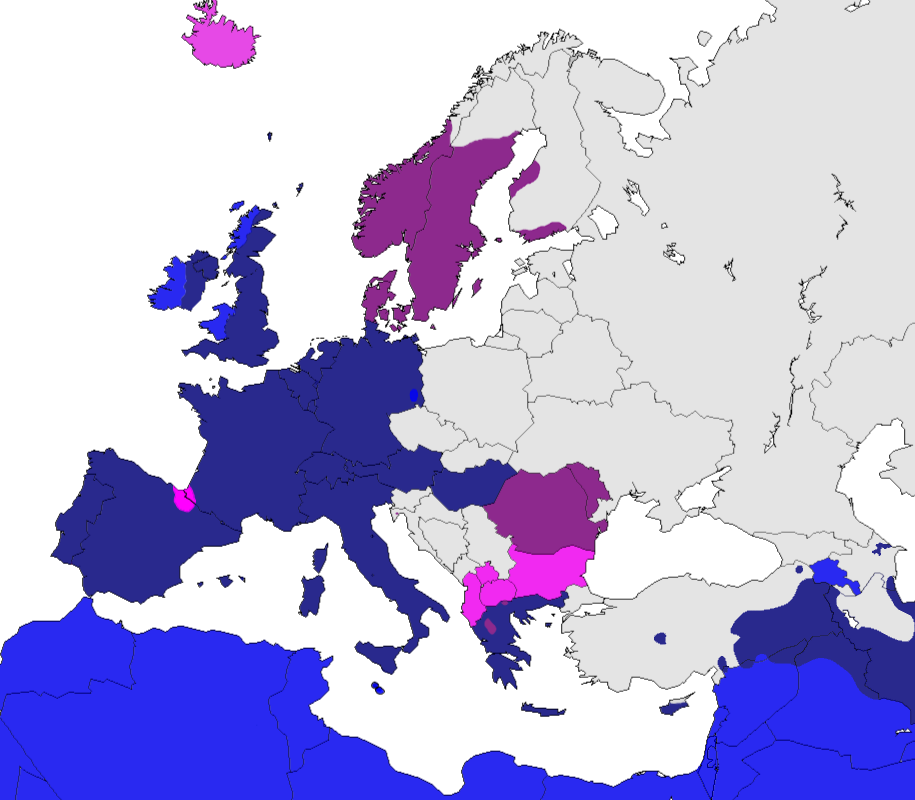
Artigos em idiomas dentro e ao redor da Europa

Existem dois tipos de artigos nomeadamente no português: O artigo definido e indefinido. Lembre-se que os artigos representam a classe de palavras que precedem o substantivo de forma que determinam seu número (singular ou plural) e seu gênero (feminino ou masculino). Dessa maneira, os artigos representam elementos essenciais na construção das frases, visto que mantêm a coesão no texto e ainda, destacam algumas de suas particularidades.
1.Artigos Definidos (o, a, os, as): palavras determinam o substantivo de forma precisa. Os artigos definidos, como o próprio nome indica, definem ou individualizam os substantivos, seja uma pessoa, objeto ou lugar.
Exemplos:
O garoto foi jantar na casa dos pais
Ganhamos a bicicleta que esperávamos.
Luísa aproveitou para rever os amigos.
As meninas foram viajar.
Em todos os exemplos, podemos notar a precisão de tais pessoas ou objetos pelo emprego correto do artigo definido. Isso porque ele determina de maneira exata o substantivo em questão: o garoto, a bicicleta, os amigos e as meninas.
Assim, fica claro que o artigo definido indica de modo particular o substantivo já conhecido. Note que estes estão presentes no texto ou no pensamento do locutor (emissor, autor) ou do interlocutor (receptor, ouvinte).
2.Artigos Indefinidos (um, uma, uns, umas): termos que determinam o substantivo de forma imprecisa. Os artigos indefinidos determinam de maneira vaga, indeterminada ou imprecisa, uma pessoa, objeto ou lugar ao qual não se fez menção anterior no texto
Exemplos:
Um dia iremos nos encontrar.
Uma certa tarde saímos para caminhar
Joana convidou para a festa uns amigos estrangeiros.
Comprei umas camisas para seu aniversário.
Note que em todos os exemplos acima, não está definido qual objeto, pessoa ou lugar. Nos dois primeiros exemplos, não está identificado “qual o dia” ou “qual a tarde” em que o evento ocorre.

## Tipologia
Tipologicamente a categoria gramatical dos artigos não é universal, a presença de artigos não é comum na maioria das línguas. De acordo com Dryer, a existência de artigos é confirmada em apenas um terço das línguas do mundo e apenas 8% dessas teriam os dois tipos de artigos (definido e indefinido). Além disso, Mulder e Carlier (2012) acrescentam que a disseminação dos artigos entre diversas línguas é geograficamente muito desigual, com incidência maior entre as famílias de línguas faladas na Europa.  
Dryer (2013:154), comparando 620 diferentes línguas, encontrou 216 línguas (34,8%) nas quais o artigo definido é uma palavra separada, distinta do demonstrativo (em algumas línguas idêntico ao pronome de terceira pessoa) e 69 línguas (11,1%) onde a mesma forma do demonstrativo era usada para indicar a definição (exceto no caso dos antigos indefinidos por questões semânticas). Pelas amostras de Dryer, foi possível verificar que línguas onde os artigos definidos aparecem como palavras distintas dos demonstrativos são comuns na Europa, especialmente na Europa Ocidental, em uma faixa larga na África central (do oeste até o leste da África, embora não no sul), em línguas do Pacífico e da Mesoamérica, além de serem espalhados em outras áreas. Já na Ásia e em línguas indígenas da América do Sul e América do Norte, exceto na costa oeste dos Estados Unidos, é mais raro a existência de artigos.
Os parâmetros que regem a manifestação dos artigos nas línguas são variáveis. Algumas línguas (92 ou 14,8%) marcam a definição, mas através de afixação e não palavras separadas. Outras (45 ou 7,3%) não têm artigos definidos, mas possuem artigos indefinidos, o que é mais incomum. Em outro considerável grupo de amostras, Dryer encontrou 198 línguas (ou 31,9%) que não possuíam qualquer forma para os artigos definidos ou indefinidos.
Sobre a presença de artigos definidos nas línguas faladas na Europa, Schroeder (2006) fala da existência de um continuum geográfico onde é possível verificar que: 
i) nas línguas da Europa Ocidental o artigo definido é formalmente distinto do demonstrativo (em línguas como, o inglês, o espanhol, o francês, etc); 
ii) na Europa Central, o artigo definido tem a mesma forma do pronome demonstrativo (por exemplo, alemão); 
iii) em algumas línguas da Europa Oriental, existem demonstrativos, mas nenhum artigo definido (por exemplo, russo), ou apenas um artigo emergente que aparece em determinados usos do demonstrativo, limitado a certos registros ou usado por falantes mais jovens (como por exemplo no finlandês, conforme verificado por Laury.
Quanto aos artigos indefinidos, Dryer encontrou 112 línguas (37%) nas quais, à semelhança das línguas românicas, o numeral “um” é usado como artigo indefinido. Em outras 102 línguas (19%), a indefinição é marcada por palavra indefinida distinta do numeral para “um”. A maioria das línguas, desse total de 534 amostras, não possuíam nem indefinido nem definido (198 línguas, ou 37%).  Em casos mais atípicos, 24 línguas (5%) usavam um afixo indefinido no substantivo, e, por fim, outras 98 línguas (18%) não possuíam nenhum artigo indefinido, mas possuíam artigo definido. 
Dryer ainda observou que em algumas línguas artigos definidos e indefinidos aparecem em diferentes posições dentro da frase nominal, não formando aparentemente, nessas línguas, uma mesma categoria na linguagem (Dryer, 2013, p. 159). 
Em geral, O artigo definido é mais difundido que o artigo indefinido. Heine (1997) argumenta que se uma língua possuir um artigo indefinido é suscetível de ter, também, um artigo definido, enquanto o reverso não costuma acontecer.

## Utilização em línguas

### Tabela
|                  | Definido                                 | Indefinido       | C/ Gênero                                                   | C/ Número         | C/ Declinação          |
| ---------------- | ---------------------------------------- | ---------------- | ----------------------------------------------------------- | ----------------- | ---------------------- |
| Afrikaans        | Sim                                      | Sim              | Não                                                         | Não               | Não                    |
| Albanês          | Sim - c/ Sufixos                         | Sim              | Sim                                                         | Não               | Sim                    |
| Árabe            | Yes, as prefixes                         | Sim - c/ Sufixos | Não                                                         | Não               | Não                    |
| Armênês          | Sim - c/ Sufixos                         | Não              | Não                                                         | Não               | Não                    |
| Basco            | Sim - c/ Sufixos                         | Sim              | Não                                                         | Sim               | Sim                    |
| Bielurusso       | Não                                      | Não              | Não                                                         | Não               | Não                    |
| Bengali          | Sim - c/ Sufixos                         | Sim              | Não                                                         | Sim               | Não                    |
| Búlgaro          | Sim - c/ Sufixos                         | Não              | Sim                                                         | Sim               | Só masculino Singular  |
| Catalão          | Sim                                      | Sim              | Sim                                                         | Sim               | Não                    |
| Chinês           | Não                                      | Não              | Não                                                         | Não               | Não                    |
| Checo            | Não                                      | Não              | Não                                                         | Não               | Não                    |
|                  | Definido                                 | Indefinido       | C/ Gênero                                                   | C/ Número         | C/ Declinação          |
| Dinamarquês      | Sim antes de adjetivos e/ou como sufixos | Sim              | Sim                                                         | Sim - se definido | Não                    |
| Holandês         | Sim                                      | Sim              | Sim - se definido                                           | Sim - se definido | Não exceto p/ Genitivo |
| Inglês           | Sim                                      | Sim              | Não                                                         | Não               | Não                    |
| Esperanto        | Sim                                      | Não              | Não                                                         | Não               | Não                    |
| Estoniano        | Não                                      | Não              | Não                                                         | Não               | Não                    |
| Finês            | Não                                      | Não              | Não                                                         | Não               | Não                    |
| Francês          | Sim                                      | Sim              | Sim - se singular                                           | Sim               | Não                    |
| Georgiano        | Não                                      | Não              | Não                                                         | Não               | Não                    |
| Alemão           | Sim                                      | Sim              | Sim                                                         | Sim - se definido | Sim                    |
| Grego            | Sim                                      | Sim              | Sim                                                         | Sim - se definido | Sim                    |
| Guarani          | Sim                                      | Não              | Não                                                         | Sim               | Não                    |
|                  | Definido                                 | Indefinido       | C/ Gênero                                                   | C/ Número         | C/ Declinação          |
| Havaiano         | Sim                                      | Sim              | Não                                                         | Sim - se definido | Não                    |
| Hebraico         | Sim, como prefixo                        | Não              | Não                                                         | Não               | Não                    |
| Húngaro          | Sim                                      | Sim              | Não                                                         | Não               | Não                    |
| Islandês         | Sim - c/ Sufixos                         | Não              | Sim                                                         | Sim               | Sim                    |
| Interlingua      | Sim                                      | Sim              | Não                                                         | Não               | Não                    |
| Irlandês         | Sim                                      | Não              | Sim                                                         | Sim               | Sim                    |
| Italiano         | Sim                                      | Sim              | Sim                                                         | Sim               | Não                    |
| Japonês          | Não                                      | Não              | Não                                                         | Não               | Não                    |
| Coreano          | Não                                      | Não              | Não                                                         | Não               | Não                    |
| Letão            | Não                                      | Não              | Não                                                         | Não               | Não                    |
|                  | Definido                                 | Indefinido       | C/ Gênero                                                   | C/ Número         | C/ Declinação          |
| Lituano          | Não                                      | Não              | Não                                                         | Não               | Não                    |
| Macedônio        | Sim - c/ Sufixos                         | Não              | Sim                                                         | Sim               | Não                    |
| Malaio/Indonésio | Não                                      | Não              | Não                                                         | Não               | Não                    |
| Nepali           | Não                                      | Sim              | Sim                                                         | Sim               | Não                    |
| Norueguês        | Sim antes de adjetivos e/ou como sufixos | Sim              | Sim                                                         | Sim - se definido | Não                    |
| Pashto           | Não                                      | Sim              | Sim                                                         | Não               | Sim                    |
| Persa            | Não                                      | Sim              | Não                                                         | Não               | Não                    |
| Polonês          | Não                                      | Não              | Não                                                         | Não               | Não                    |
| Português        | Sim                                      | Sim              | Sim                                                         | Sim               | Não                    |
| Romeno           | Sim - c/ Sufixos                         | Sim              | Sim                                                         | Sim               | Sim                    |
| Russo            | Não                                      | Não              | Não                                                         | Não               | Não                    |
| Sanscrito        | Sim                                      | Sim              | Sim                                                         | Sim               | Sim                    |
| Gaélico Escocês  | Sim                                      | Não              | Sim                                                         | Sim               | Sim                    |
|                  | Definido                                 | Indefinido       | C/ Gênero                                                   | C/ Número         | C/ Declinação          |
| Eslovaco         | Não                                      | Não              | Não                                                         | Não               | Não                    |
| Esloveno         | Não                                      | Não              | Não                                                         | Não               | Não                    |
| Somali           | Sim - c/ Sufixos                         | Não              | Sim                                                         | Não               | Sim                    |
| Espanhol         | Sim                                      | Sim              | Sim                                                         | Sim               | Não                    |
| Suaíle           | Não                                      | Não              | Não                                                         | Não               | Não                    |
| Sueco            | Sim antes de adjetivos e/ou como sufixos | Sim              | Sim                                                         | Sim - se definido | Não                    |
| Tâmil            | Não                                      | Não              | Não                                                         | Não               | Não                    |
| Turco            | Não                                      | Opcional         | Não                                                         | Não               | Não                    |
| Ucraniano        | Não                                      | Não              | Não                                                         | Não               | Não                    |
| Galês            | Sim                                      | Não              | Muda consoante inicial em substantivos femininos singulares | Não               | Não                    |
| Iídiche          | Sim                                      | Sim              | Sim                                                         | Sim               | Sim                    |
|                  | Definido                                 | Indefinido       | C/ Gênero                                                   | C/ Número         | C/ Declinação          |

## Usos do artigo

### Significado restrito
Todo substantivo cujo significado é restringido, tanto pelo discurso, ou por algum adjetivo, exceto quando forem usados determinativos especiais, deve ser precedido de um determinativo geral, ou seja, de um artigo, utilizando-se o artigo definido para dizer que aquele nome tem um significado individual determinado, e o artigo indefinido para indicar que, apesar de único, seu significado é vago e indeterminado.
Exemplo: Pedro foi tratado com honra. Neste caso, honra não necessita de artigo, porque a palavra está sendo usada em seu sentido geral. Porém, quando ocorre uma restrição, ou seja, Pedro foi tratado com honra devida ou Pedro foi tratado com honra devida a seu merecimento, é preciso utilizar o artigo: Pedro foi tratado com a honra devida, se a honra foi determinada e certa, ou Pedro foi tratado com uma honra devida, se a honra é qualquer e indeterminada.

### Determinação do substantivo em relação ao sujeito da oração
Nenhum substantivo pode ser sujeito de qualquer oração sem ser determinado, expressa ou implicitamente, por algum determinativo, geral ou especial. Utiliza-se o artigo definido quando se fala de um certo indivíduo, ou o indefinido quando se fala de um indivíduo vago.
Exemplos: O príncipe justo, que nos governa, é também pio e indulgente, Um príncipe, que é justo, também deve ser pio e indulgente.

### Modificação por gênero e número
O artigo definido o, não modificado por gênero e número, seguido do verbo substantivo ser ou outro equivalente traz à memória a oração antecedente, de qualquer gênero e número. Exemplo: Há verdades, que a nós não parecem, não por não o serem, mas (etc) (H. Pinto), Ia todos os dias ver a sepultura do seu irmão, e que o havia de ser sua (Lobo), As feias nem por o serem, deixam de ter partes estimáveis. Segundo Barbosa, este uso do artigo neutro e indeclinável é muito elegante e frequente.

### Substantivação
O artigo definido substantiva qualquer parte da oração e orações inteiras, para que sejam o sujeito ou objeto do discurso.
Substantiva o adjetivo: o lícito e o ilícito, o justo e o injusto.
Substantiva o verbo, não só nas formas impessoais, como em A natureza fez o comer para o viver, A gula faz o comer muito para o viver pouco, mas também nas formas pessoais, como em O gabares-te de sábio mostra seres ignorante
Substantiva as preposições: O amor não está no por isso, mas no porque
Substantiva os advérbios: Não sabemos o quando, o como, o quanto
Substantiva orações inteiras: Pelo que, do que se segue, (etc), Nunca o que de sua natureza é bom pode perder, ou danar-se por muito, Nem o que é mau melhorar por pouco.
Se usado com nomes próprios, o artigo definido indica familiaridade, mas trata-se de uso opcional, podendo também ser omitido: "O João não veio hoje", "A Ana está sempre presente nos encontros dominicais".

### Colocação diante de um nome próprio
O artigo indefinido, se colocado diante de um nome próprio, muda seu sentido para um apelativo: Este homem é um Cícero, João de Barros é o livro português, Camões é o Homero lusitano. Neste sentido também usa-se em expressões como os Brasis, as Angolas, as Goas, as Málacas, os Macaus, etc. O uso do artigo faz estes substantivos próprios serem transformados em substantivos comuns.

## Quando não devem ser usados artigos

### Sentido geral
Quando o substantivo tem sentido geral. Em Macaco não é homem, Onde há homens há cobiça, os substantivos macaco, homem, homens e cobiça não têm artigo, porque estão sendo usados em sentido geral e indeterminado.

### Determinativo especial
Quando o substantivo vem precedido de um determinativo especial, de qualidade ou de quantidade, que os determinam, não como indivíduo, não precisam de artigo. Meu pai, Minha mãe, Seu pai, Sua mãe, Nossos pais, Vossos avós, Este homem, Aquele sujeito, Muitos homens, Alguns homens, Um/dois/três homem/homens, etc.
Algumas exceções são mesmo e qual, que sempre levam artigo: o mesmo homem, a mesma mulher, o qual homem, a qual mulher. O demonstrativo conjuntivo que não admite artigo exceto no gênero neutro, como em O que de sua natureza é bom (etc). Quando se diz Os que, As que, sempre se entende como Os homens que, As mulheres que.

### Demonstrativo de quantidade
Os demonstrativos de quantidade todo e toda, quando usado no sentido de cada, não é usado com artigo: Todo homem, Toda parte. Quando é um universal coletivo, usa-se artigo: Todos os homens, Todas as partes. Os cardinais dois, três, quatro, etc, não têm artigo, exceto quando for necessário individualizar, como em Os dois exércitos inimigos, As três armadas combinadas. Os ordinais primeiro, segundo, etc, têm artigo, quando precedem aos substantivos, como em O primeiro século, O segundo século, porém não têm, quando seguem o substantivo, como em D. João primeiro. Tirando estas exceções, os demais adjetivos determinativos não são usados com artigo.

### Nomes próprios
Os nomes próprios de divindades, homens, cidades, vilas e lugares, não tendo antes de si modificativo algum, estão determinados e individualizados, por isto não precisam de artigo. Dizemos Deus, Alexandre, Augusto, Portugal, Lisboa, etc, e com eles O bom Deus, O grande Alexandre, O Imperador Augusto, O rico Portugal, A nobre Lisboa, etc, porque aqui o artigo não cai sobre o nome próprio, mas sobre o adjetivo.
Em alguns casos, o uso consagrou o uso de artigo para alguns nomes de regiões, províncias, ilhas, cidades, montes; e os nomes de rios sempre vem com artigo. Exemplos: A Europa, A Ásia, A África, A América, O Brasil, O Algarve, O Alentejo, A Extremadura, A Beira, O Minho, A Madeira, O Funchal, O Porto, A Guarda, O Mogadouro, A Golegã, O Tejo, O Douro, O Mondego, O Guadiana, etc. Isto acontece porque estes nomes eram, inicialmente, comuns, e foi necessário apropriá-los com artigo, ou porque há elipse do nome comum que os entende.
Para alguns nomes, pode-se usar o artigo ou não, como em A Espanha, A França, A Inglaterra, e Vou para Espanha, Fazendas de França, Venho de Inglaterra. Isto também vale para os metais: O Ouro, A Prata, O Cobre, Caixa de ouro, Estojo de prata, Pagar em cobre. Usa-se também no caso de personificação: O poder da França, etc.